# Pfarrkirche Kreuzen

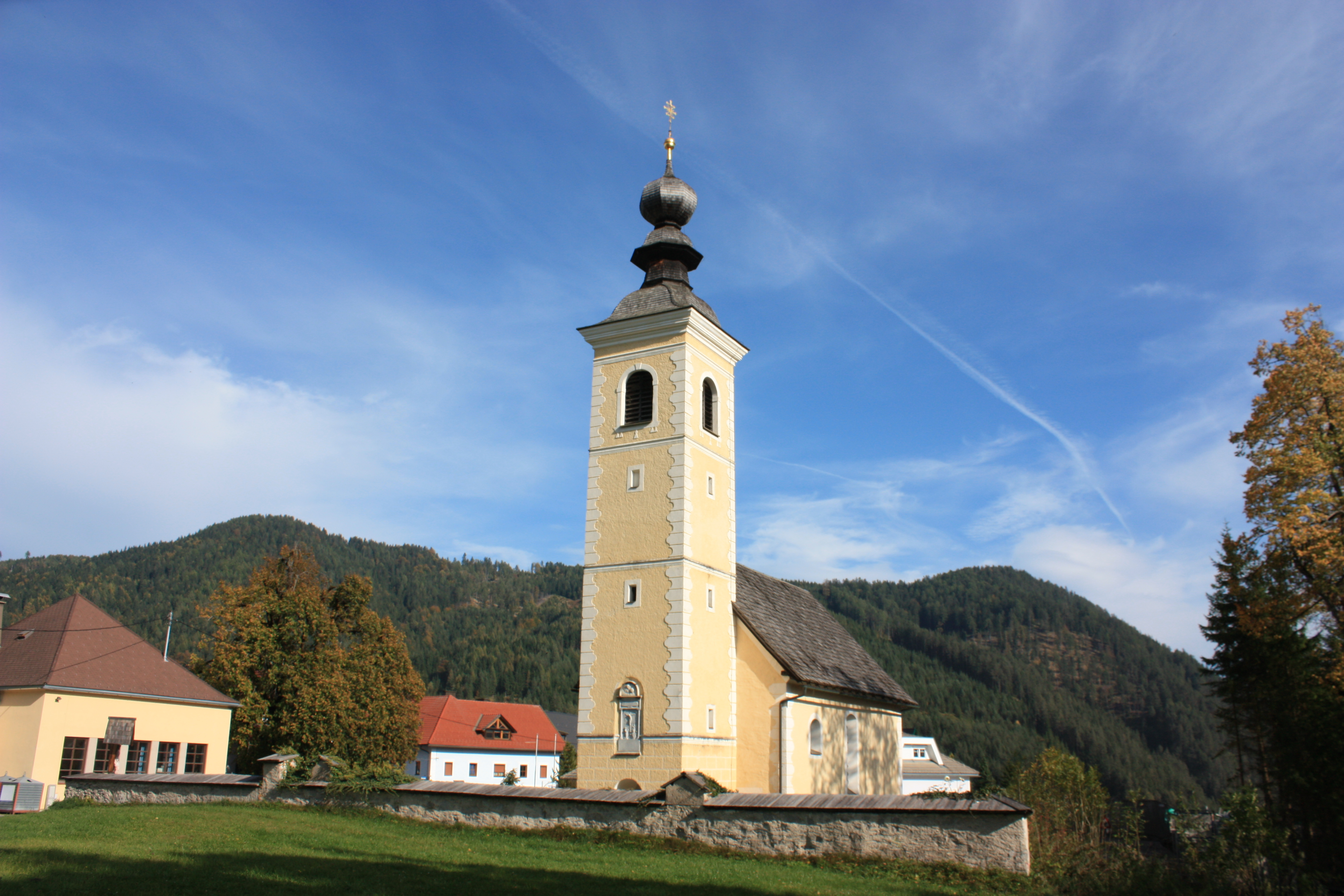
Katholische Pfarrkirche Hll. Veit und Leonhard in Kreuzen

Die römisch-katholische Pfarrkirche Kreuzen steht innerhalb eines Friedhofes in der Ortschaft Kreuzen der Marktgemeinde Paternion im Bezirk Villach-Land in Kärnten. Die dem Patrozinium der Heiligen Veit und Leonhard unterstellte Kirche gehört zum Dekanat Spittal an der Drau in der Diözese Gurk-Klagenfurt. Die Kirche und der Friedhof stehen unter Denkmalschutz (Listeneintrag).

## Architektur
Das Kirchenäußere zeigt einen spätgotischen barockisierten Kirchenbau mit einem viergeschoßigen Westturm mit rundbogigen Zugängen und rundbogigen Schallfenstern mit Mauerschlitzen und einer Ortsteindekoration, er trägt einen zierlichen Zwiebelhelm. Das spätgotische Westportal ist spitzbogig und tief gekehlt, daneben befindet sich in der Mauer ein Weihwasserbecken. Das Langhaus zeigt barocke Fenster, der spätgotische Chor Spitzbogenfenster. Nördlich steht ein Sakristeianbau.
Außen an der Südwand befindet sich ein schlecht erhaltenes Wandgemälde des hl. Christophorus.
Das Kircheninnere zeigt eine Vorhalle im Turmerdgeschoß und ein zweijochiges Langhaus unter einem Netzrippengewölbe. Die gemauerte barocke vorschwingende Westempore steht auf zwei zarten Holzsäulen. Der eingezogene spätgotische spitzbogige Triumphbogen ist abgefast. Der Chor in der gleichen Breite wie das Langhaus ist einjochig mit einem Dreiachtelschluss unter einem Netzrippengewölbe mit Wappenschlusssteinen. Die nördliche Sakristei hat ein Kreuzgratgewölbe.
Wandmalereien im Chorgewölbe zeigen in der Mitte Christus mit dem Kreuz und in den umliegenden Feldern die Vier Evangelisten in Stuckrahmungen, eine Malerei an der Nordwand zeigt das Opfer Melchisedeks und an der Südwand das Opfer Abrahams vom Maler Franz Ritsch senior 1862.

## Einrichtung
Der Hochaltar aus 1660 wurde 1776 renoviert, er zeigt das Mittelbild Hll. Veit und Leonhard und Dreifaltigkeit und das Aufsatzbild Maria mit Kind, er trägt über den Opfergangsportalen die Schnitzfiguren der Heiligen Hermagoras und Eulogius und ganz seitlich Barbara und eine weibliche Heilige sowie auf der Altarmensa zwei Jesuitenheilige. Der Tabernakel ist aus der Mitte des 18. Jahrhunderts.
Die Orgel baute Jakob Ladstätter 1874; sie wurde 1997 restauriert.

## Grabdenkmäler
- Ein Grabstein über dem östlichen Vorhalleneingang zeigt das Relief kniender Stifter mit einem Wappen vor einem Kruzifix und in der Lünette darüber Gottvater 1626.